# Ana Gómez de Silva y de Mendoza
Ana Gómez de Silva y Hurtado de Mendoza (1560-1610), fue una aristócrata española. Hija de Ruy Gómez de Silva y Ana de Mendoza de la Cerda, príncipes de Éboli y duques de Pastrana, fue duquesa de Medina Sidonia, marquesa de Cazaza, condesa de Niebla y señora de Sanlúcar por matrimonio. La duquesa Ana de Silva, símbolo de elegancia y refinamiento, compartió con su marido, el VII duque de Medina Sidonia, la pasión por la música y desarrolló labores de mecenazgo musical. Doña Ana pertenecía a una de las familias castellanas más poderosas de la época.

## Matrimonio e hijos

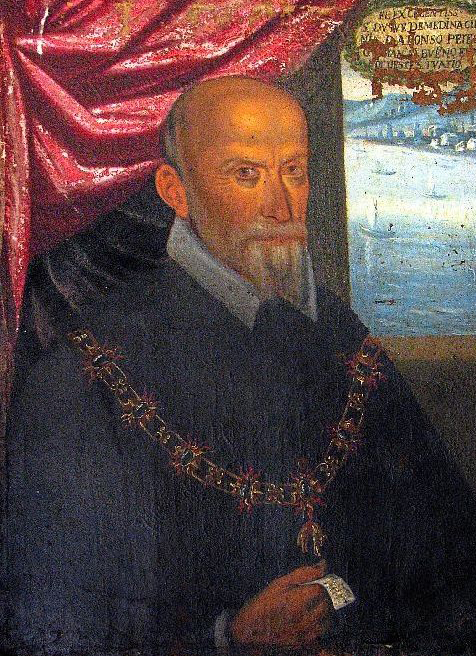
Retrato de Alonso Pérez de Guzmán y Zúñiga, marido de Ana de Silva y de Mendoza, en el Palacio de Medina-Sidonia.

Se casó con Alonso Pérez de Guzmán el Bueno y Zúñiga, séptimo duque de Medina-Sidonia. Ana tenía en ese momento cuatro años. En 1572, cuando Ana tenía algo más de diez años, el Papa concedió una dispensa para la consumación del matrimonio. Distinguido por el rey Felipe II y al que nombrara para conducir la "Armada Invencible" a pesar de su escasa experiencia en el mar. Del poder que logró Ruy Gómez de Silva da cuenta que al casar a su hija mayor con el hijo del duque de Medina-Sidonia, las capitulaciones muestran iguales en importancia a ambos cónyuges.
Ana y Alonso fueron padres de:
- Juan Manuel Pérez de Guzmán y Silva, VIII duque de Medina-Sidonia, cuya hija Luisa Francisca de Guzmán se casó con el Duque de Braganza que en 1640 se rebeló contra Felipe IV, llegando él a ser el rey Juan IV de Portugal, siendo ella reina consorte y luego regente en la minoría de su hijo.